# یانسکا
یانسکا (به چکی: Janská) یک منطقهٔ مسکونی در جمهوری چک است که در ناحیه دیتشین واقع شده‌است. یانسکا ۵٫۳۶ کیلومتر مربع مساحت و ۲۱۶ نفر جمعیت دارد و ۲۳۰ متر بالاتر از سطح دریا واقع شده‌است.